# Реворедо, Ренсо
Ренсо Реворедо Суасо (исп. Renzo Revoredo Zuazo; 11 мая 1986 года, Лима, Перу) — перуанский футболист, играл на позиции защитника.

## Клубная карьера
Ренсо Реворедо — воспитанник столичного перуанского клуба «Спортинг Кристал». 11 апреля 2004 года он дебютировал за команду на профессиональном уровне. С 2005 года он на протяжении 5 сезонов выступал за перуанский клуб «Коронель Болоньеси», в составе которого выигрывал Клаусуру 2007 года, принимал участие в двух розыгрышах Кубка Либертадорес.

## Карьера в сборной
6 февраля 2009 года Ренсо Реворедо дебютировал за сборную Перу в товарищеском матче против сборной Сальвадора, выйдя в стартовом составе команды.
Ренсо Реворедо был включён в состав сборной Перу на Кубок Америки 2011 года и провёл 4 матча на этом турнире, в котором перуанцам удалось завоевать бронзовые медали. Реворедо также попал в состав сборной на Кубок Америки 2016 года.

## Достижения

### Клубные
«Коронель Болоньеси»
- Победитель Клаусуры и вице-чемпион Перу (1): 2007

«Университарио»
- Чемпион Перу (1): 2009

«Барселона»
- Чемпион Эквадора (1): 2012

### За сборную
«Перу»
- Бронзовый призёр Кубка Америки (1): 2011